# Дом с ангелочками
Дом с ангелочками — здание в три этажа, расположенное в столице Азербайджана, городе Баку, на пересечении улиц Нигяр Рафибейли и Расула Рзы. Согласно распоряжению Кабинета министров Азербайджанской Республики, является архитектурным памятником истории и культуры местного значения Азербайджана.
Дом с ангелочками был построен по заказу миллионера Сергея Тумаева в 1893 году, о чём свидетельствует дата, высеченная в картуше на северном фасаде здания. Своё название он получил благодаря украшению треугольных фронтонов северо-западного и северо-восточного фасадов двумя скульптурными парами путти. Ангелочки были размещены здесь между 1893 и 1894 годами в честь рождения двух мальчиков-первенцев Тумаева. В ноябре 2000 года во время землетрясения один из них сорвался и упал, однако затем был отреставрирован и благополучно возвращён на своё место.
Здание принадлежало Сергею Тумаеву вплоть до Октябрьской революции 1917 года, после чего было национализировано. В советские годы на третьем этаже дома жили поэты Расул Рза и Нигяр Рафибейли, в память о которых на фасаде установлена мемориальная доска.
В 1910 году напротив был возведён дом бакинского миллионера Мусы Нагиева.

## Галерея

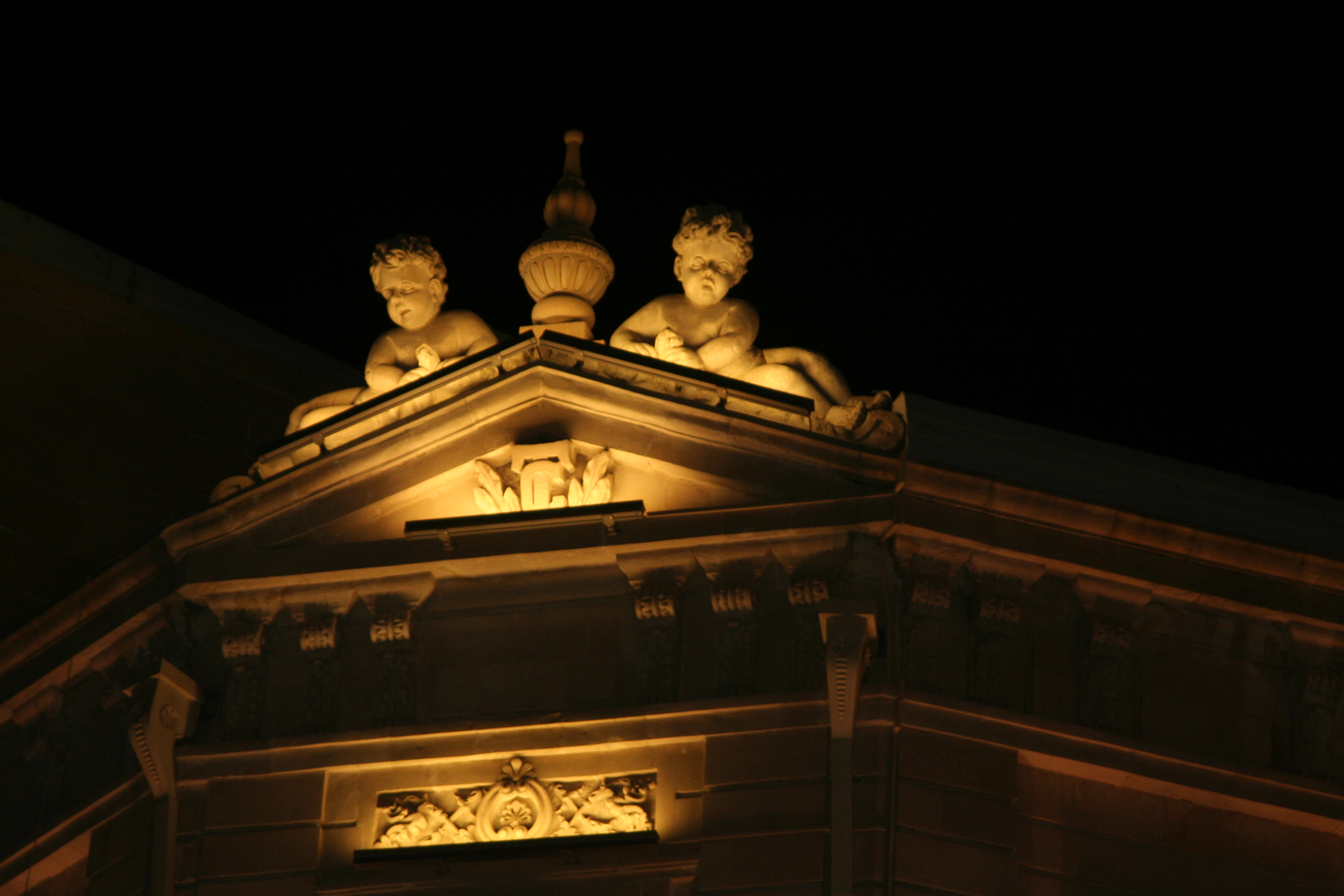
Скульптуры путти, смотрящих на северо-восток
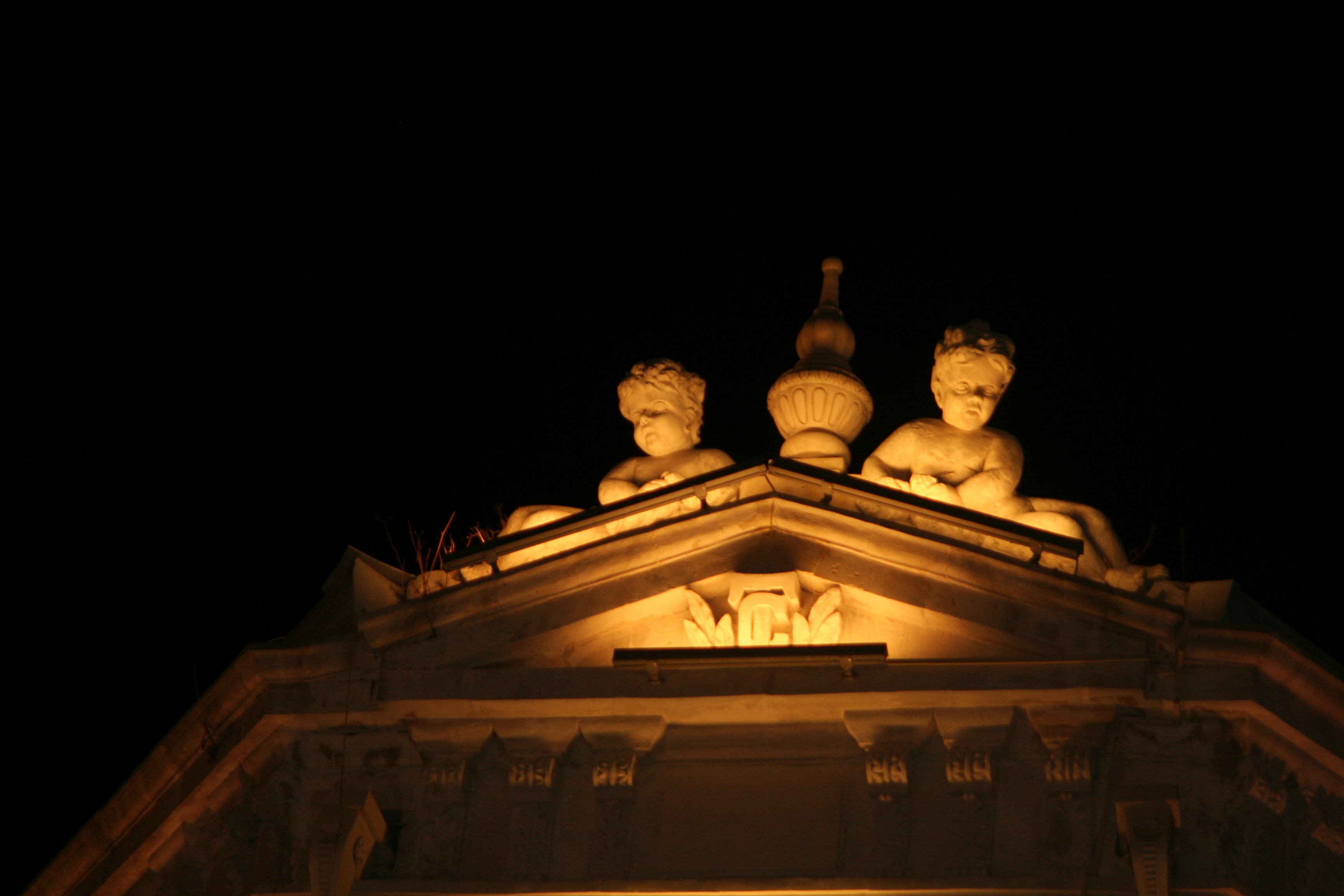
Скульптуры путти, смотрящих на северо-запад
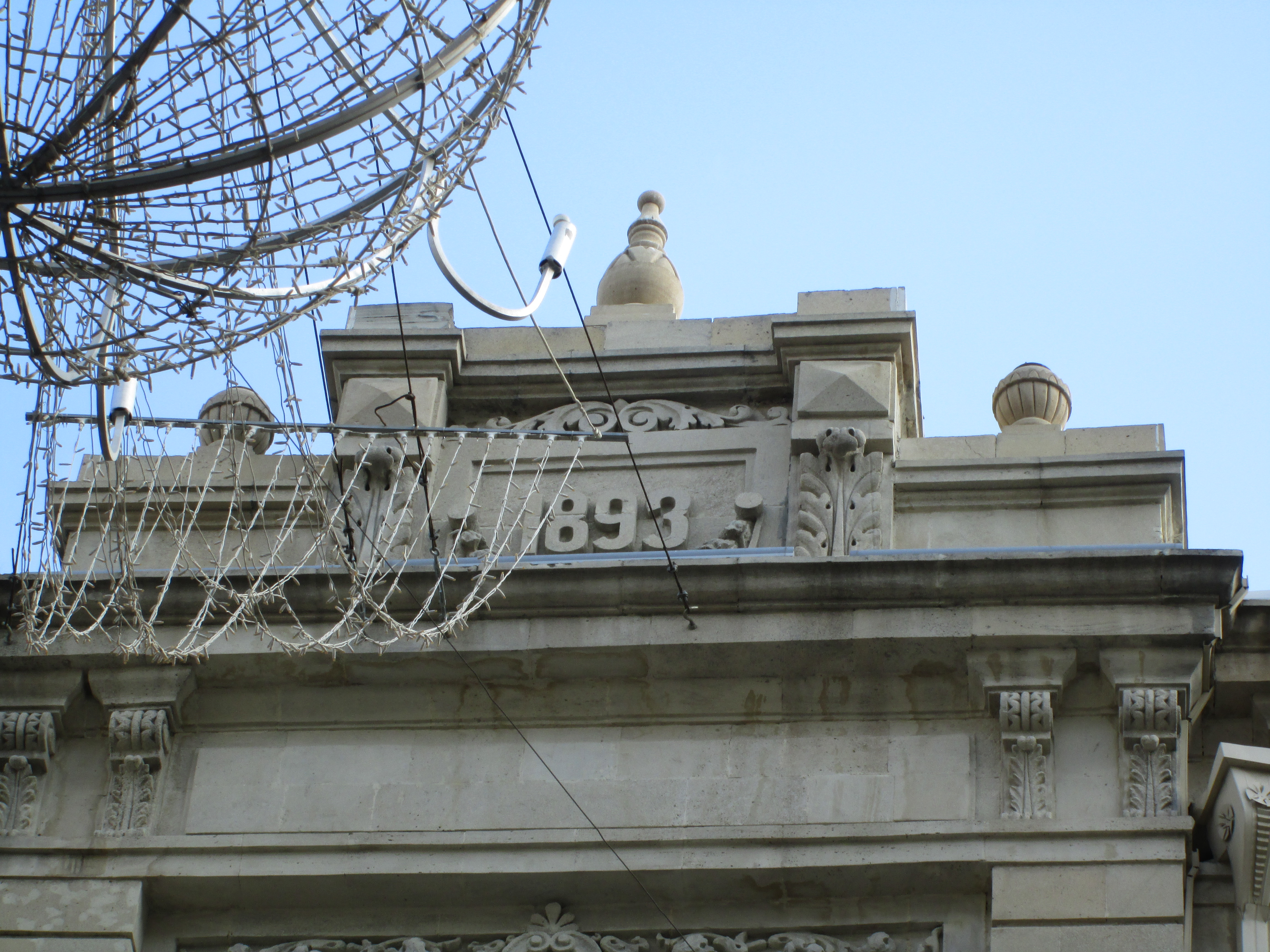
Картуш с датой возведения здания
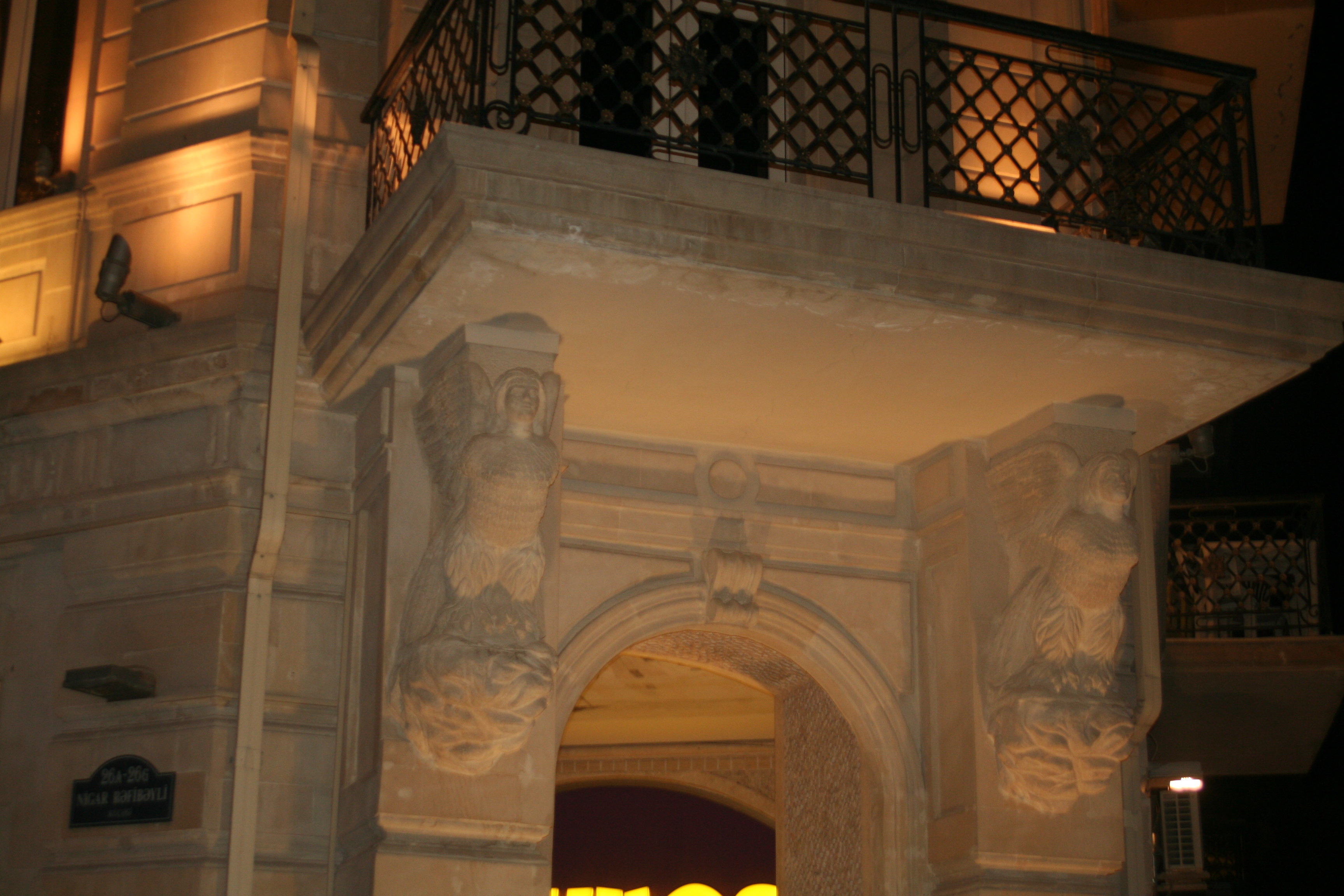
Скульптуры гарпий под балконом, смотрящим на северо-запад